# Punkt geodezyjny

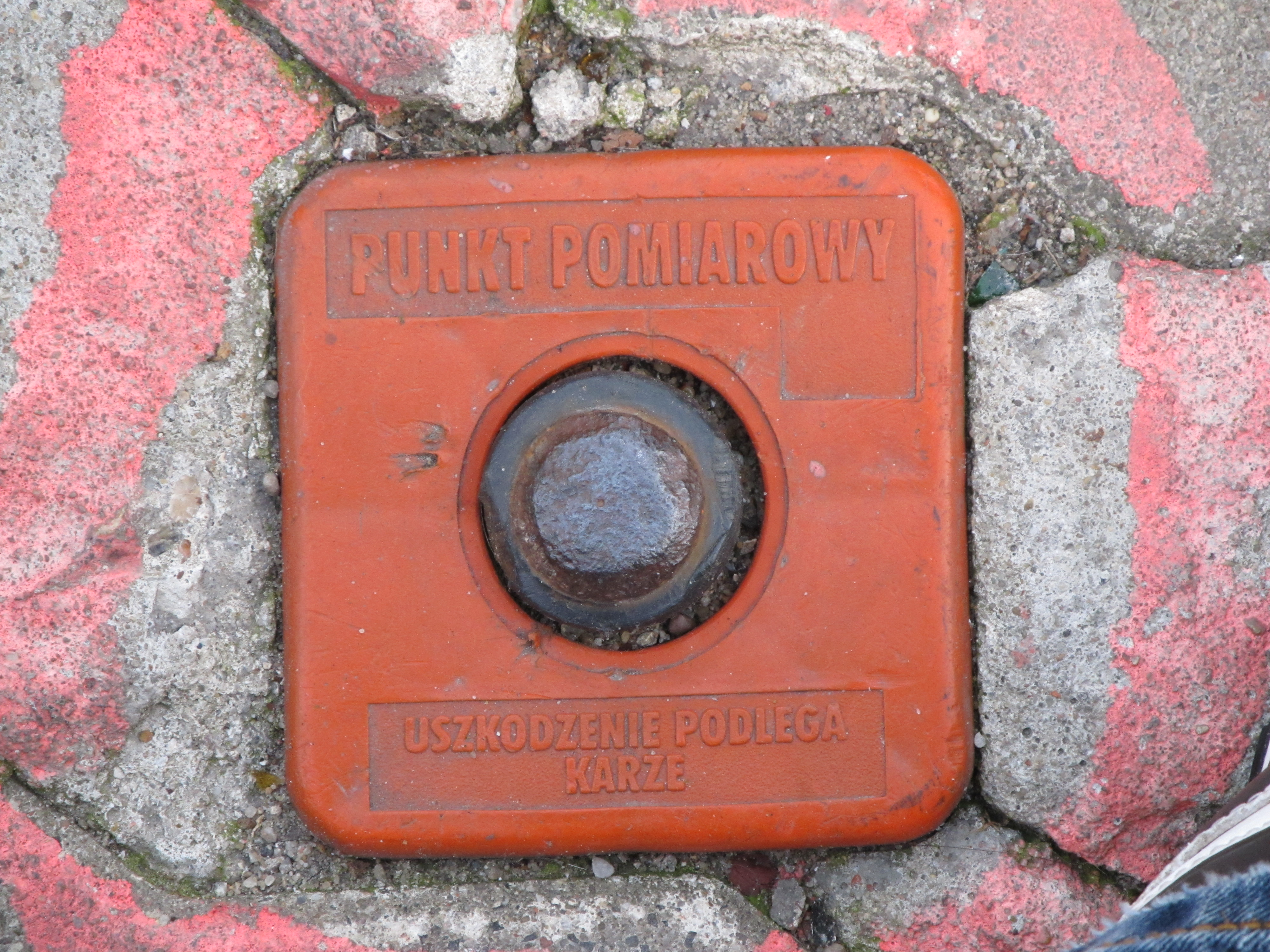
Geodezyjny punkt pomiarowy na ulicy

Punkt geodezyjny – punkt wchodzący w skład osnowy geodezyjnej, którego położenie na ziemi zostało określone współrzędnymi geodezyjnymi względem przyjętego układu odniesienia.
Punktami geodezyjnymi nazywa się punkty wchodzące w skład sieci poziomej i wysokościowej. Dla oznaczenia i wieloletniego zachowania miejsc położenia punktów geodezyjnych w terenie stosuje się znaki geodezyjne lub zespoły znaków wykonanych z betonu, kamienia lub innych trwałych materiałów. Punkty geodezyjne stabilizuje się przez osadzanie znaków geodezyjnych. Główną częścią znaku jest centrum trwale oznaczone na powierzchni znaku, określające miejsce położenia punktu. Każdy punkt posiada numer i nazwę ustaloną od nazwy miejscowości, na której obszarze jest położony. Punkty na terenach Lasów Państwowych otrzymują nazwy rejonu leśnego względnie uroczyska, a punkty znajdujące się na górach lub wzgórzach mających nazwy własne mianują się zgodnie z tymi nazwami. Punkty geodezyjne mogą być zlokalizowane bezpośrednio na ziemi, punkty ziemne lub na starych budowlach np. kościołach, basztach itp.
W zależności od przyjętej technologii określenia współrzędnych poziomych rozróżniamy punkty geodezyjne: triangulacyjne, poligonowe, niwelacyjne (repery), grawimetryczne, satelitarne i inne.
Dla zabezpieczenia bezpośredniej widoczności między sąsiednimi punktami triangulacyjnymi, wznosiło się nad punktami budowle triangulacyjne.